# Andrea van Dülmen
Andrea van Dülmen (* 1940 in München) ist Buch-Autorin über Deutsche Geschichte, Frauengeschichte, Martin Luther und Anderes. Geboren in München, studierte sie Geschichte, Romanistik und Theologie. Ihre Bücher erlebten zum Teil wiederholte Auflagen.
Andrea van Dülmen war verheiratet mit dem Historiker Richard van Dülmen (1937–2004), mit dem sie drei Kinder hat: den Filmproduzenten Alexander van Dülmen, den Kulturmanager Moritz van Dülmen und die Projektdramaturgin Friederike van Dülmen.

## Veröffentlichungen
- Die Theologie des Gesetzes bei Paulus (Stuttgarter biblische Monographien 5). Katholisches Bibelwerk, Stuttgart 1968.
- Deutsche Geschichte in Daten. Von den Anfängen bis 1770. Band 1. Deutscher Taschenbuch-Verlag, München 1979, ISBN 978-3-423-03194-3.
- Andrea van Dülmen (Hrsg.): Frauen. Ein historisches Lesebuch. 6. Auflage. Beck, München 1995, ISBN 978-3-406-33117-6.[2]
- Andrea van Dülmen (Hrsg.): Frauenleben im 18. Jahrhundert. Büchergilde Gutenberg, Frankfurt a. M., Wien 1993, ISBN 978-3-7632-4124-8.[3]
- Das irdische Paradies. Bürgerliche Gartenkultur der Goethezeit. Böhlau, Köln, Weimar, Wien 1999, ISBN 978-3-412-12598-1.
- Reihenweise: die Taschenbücher der 1950er Jahre und ihre Gestalter. (Mitarbeit zusammen mit mehreren Autoren) Verlag Butjadingen Hamburg und Saarbrücken, Achilla Presse 2016, ISBN 978-3-00-052234-5
- Luther-Chronik. Daten zu Leben und Werk. 2., überarbeitete Auflage. Patrimonium, Heimbach/Eifel 2017, ISBN 978-3-86417-083-6.[4]